# Księgi rachunkowe
Księgi rachunkowe, księgi handlowe – system ewidencji księgowej wprowadzony przez średniowiecznych kupców na własne potrzeby, a współcześnie obowiązujący niektóre przedsiębiorstwa z mocy prawa w celu obrony interesów wierzycieli przed ewentualnymi nadużyciami i oszustwami właścicieli przedsiębiorstw. W Polsce od 1994 roku zagadnienia związane z prowadzeniem ksiąg handlowych reguluje Ustawa o rachunkowości. Potocznie prowadzenie ksiąg handlowych nazywane jest pełną księgowością.

## Rys historyczny
Pierwsze księgi handlowe prowadzili średniowieczni kupcy. Miały one początkowo postać prostych rejestrów. Kupcy zapisywali w nich tylko należności od dłużników, a później zobowiązania. Z czasem zostały rozbudowane o kolejne księgi wspomagające ewidencję gotówki, weksli, towarów itp. Umiejętność prowadzenia ksiąg handlowych przenikała do Polski z miast północnych Włoch i z Niemiec. Najstarszą znaną w Polsce jest księga handlowa gdańskiego kupca Jana Pisa z lat 1421–1454. W XVI w. pojawiały się księgi handlowe pisane w języku polskim.
Rozwój przemysłu i handlu w XVIII i XIX w. przyczynił się do powstania kodeksów handlowych, które określały wymagania prawne stawiane podmiotom prowadzącym księgi handlowe. Na ziemiach polskich w okresie zaborów były to „Powszechne prawo krajowe dla państw pruskich” z 1794 oraz niemiecki, austriacki i rosyjski kodeks handlowy, a w Księstwie Warszawskim (od 1809) francuski „Code de commerce” z 1807.

## Księgi rachunkowe w polskich przepisach
Obowiązująca od 1995 roku Ustawa o rachunkowości jest pierwszym w Polsce aktem prawnym w randze ustawy, który reguluje zasady rachunkowości, m.in. określa podmioty zobowiązane do prowadzenia ksiąg rachunkowych, ustala zasady prowadzenia tych ksiąg oraz wymogi dotyczące dowodów księgowych.
Księgi rachunkowe prowadzone są w języku polskim i w walucie polskiej, na podstawie dowodów księgowych, ujmują zapisy zdarzeń w porządku chronologicznym i systematycznym. Obejmują one zbiory zapisów księgowych, obrotów i sald, które tworzą: dziennik, księgę główną, księgi pomocnicze, zestawienia: obrotów i sald kont księgi głównej oraz sald kont ksiąg pomocniczych, a także wykaz składników aktywów i pasywów.
Księgi rachunkowe prowadzone są przez jednostkę gospodarczą w jej siedzibie lub ich prowadzenie może być powierzone jednostce uprawnionej do usługowego prowadzenia ksiąg rachunkowych.

### Podmioty zobowiązane do prowadzenia ksiąg rachunkowych
Księgi rachunkowe muszą prowadzić:
- osoby fizyczne,
- spółki cywilne osób fizycznych,
- spółki jawne osób fizycznych
- oraz spółki partnerskie,

jeżeli ich przychody za ubiegły rok wynoszą co najmniej równowartość w walucie polskiej 2 000 000 euro. Limit ten przelicza się na walutę polską po średnim kursie ogłoszonym przez Narodowy Bank Polski, na pierwszy dzień roboczy października roku poprzedzającego rok obrotowy.
Dodatkowo obowiązek prowadzenia ksiąg rachunkowych (bez względu na wysokość rocznych obrotów 2 000 000 euro.) dotyczy podmiotów wymienionych w art. 2 ust. 1 pkt 1, 3-7 ustawy o rachunkowości, a więc:
1. spółki handlowe (osobowe i kapitałowe, w tym również w organizacji) oraz spółki cywilne, z zastrzeżeniem (odnośnie do spółek przekraczających limit 2 000 000 euro), a także inne osoby prawne, z wyjątkiem Skarbu Państwa i Narodowego Banku Polskiego;
2. jednostki organizacyjne działające na podstawie Prawa bankowego, przepisów o obrocie papierami wartościowymi, przepisów o funduszach inwestycyjnych, przepisów o działalności ubezpieczeniowej i reasekuracyjnej, przepisów o spółdzielczych kasach oszczędnościowo-kredytowych lub przepisów o organizacji i funkcjonowaniu funduszy emerytalnych, bez względu na wielkość przychodów;
3. gminy, powiaty, województwa i ich związki, a także: a) państwowe, gminne, powiatowe i wojewódzkie jednostki budżetowe i b) gminne, powiatowe i wojewódzkie zakłady budżetowe,
4. jednostki organizacyjne niemające osobowości prawnej, z wyjątkiem spółek, o których mowa w pkt 1 i przy spółkach przekraczających limit 2 000 000 euro;
5. oddziały i przedstawicielstwa przedsiębiorców zagranicznych, w rozumieniu przepisów o zasadach uczestnictwa przedsiębiorców zagranicznych i innych osób zagranicznych w obrocie gospodarczym na terytorium Rzeczypospolitej Polskiej;
6. jednostki wyżej niewymienione, jeżeli otrzymują one na realizację zadań zleconych dotacje lub subwencje z budżetu państwa, budżetów jednostek samorządu terytorialnego lub funduszów celowych – od początku roku obrotowego, w którym dotacje lub subwencje zostały im przyznane[5].

### Otwarcie i zamknięcie ksiąg rachunkowych
Księgi rachunkowe otwiera się na dzień:
- rozpoczęcia działalności,
- zmiany formy prawnej, połączenia lub podziału jednostki,
- rozpoczęcia likwidacji lub postępowania upadłościowego.
- oraz na początek każdego następnego roku obrotowego,

Otwarcia ksiąg rachunkowych pod datą rozpoczęcia działalności dokonuje się przez wprowadzenie do ewidencji księgowej stanu aktywów i pasywów, potwierdzonego spisem z natury rzeczowych składników majątku i gotówki (inwentaryzacja).
Księgi rachunkowe zamyka się na dzień:
- kończący rok obrotowy,
- zakończenia działalności, w tym również sprzedaży i zakończenia likwidacji lub postępowania upadłościowego,
- poprzedzający zmianę formy prawnej, postawienia w stan likwidacji lub upadłości.

Księgi zamyka się nie później niż w ciągu trzech miesięcy od dnia zaistnienia tych zdarzeń. Ostateczne zamknięcie ksiąg jednostki powinno nastąpić najpóźniej w ciągu 15 dni od dnia zatwierdzenia sprawozdania finansowego za rok obrotowy.

### Zawartość ksiąg rachunkowych
Księgi rachunkowe obejmują zbiory zapisów księgowych, obrotów i sald, na które składają się:
1. dziennik – służy do zapisywania w porządku chronologicznym, dzień po dniu, danych o operacjach gospodarczych. Zapisy w dzienniku muszą być kolejno numerowane, a sumy zapisów (obroty) liczone w sposób ciągły
2. konta księgi głównej – wprowadza się pod datą otwarcia ksiąg rachunkowych salda początkowe aktywów i pasywów, a następnie dokonuje zapisów wszystkich operacji za kolejne miesiące, zarejestrowanych uprzednio lub jednocześnie w dzienniku
3. konta ksiąg pomocniczych (ewidencji analitycznej) – prowadzi się w szczególności dla:
  1. środków trwałych, wartości niematerialnych i prawnych oraz dokonanych od nich odpisów amortyzacyjnych (umorzeniowych)
  2. rozrachunków z kontrahentami
  3. rozrachunków z pracownikami
  4. operacji sprzedaży (kolejno numerowane własne faktury i inne dowody, ze szczegółowością niezbędną do celów podatkowych)
  5. operacji zakupu (obce faktury i inne dowody)
  6. kosztów
4. zestawienie obrotów i sald księgi głównej oraz zestawienia sald kont ksiąg pomocniczych
5. wykaz składników aktywów i pasywów

## Wady i zalety prowadzenia ksiąg rachunkowych
Zalety:
- możliwość szerokiej analizy finansowej podmiotu gospodarczego,
- bieżące monitorowanie przychodów, kosztów, wydatków oraz innych kategorii,
- opracowanie własnej polityki rachunkowości, wybór rozwiązań dostosowanych do specyfiki działalności.

Wady:
- wysokie koszty prowadzenia ksiąg rachunkowych,
- skomplikowany i zaawansowany system,
- obowiązek spełniania wielu wymagań narzuconych przez ustawę o rachunkowości.